# Sergije Jelenić
Preč. Sergije Jelenić je hrvatski katolički svećenik i visoki crkveni dužnosnik iz Svete Nedelje Labinske, Kancelar i ekonom Porečko-pulske biskupije i leksikograf.
1981. je godine izabran u uredničko vijeće ponovno pokrenutog vjerskog informativno-kulturnog lista Ladonje.
Bio je župnik župe u Umagu. Za župnikovanja u Umagu objavio je knjige Župa Umag 1994. i Umag: sakralno bogatstsvo Umaga i okolice 1997. godine. Zajedno s Josipom Grpcem uredio je knjigu Tomislava Galovića Antun Hek, u izdanju Pazinskog kolegija, Klasične gimnazije i društva za nakladničku i grafičku djelatnost koje je 1994. osnovala Porečka i Pulska biskupija Josip Turčinović d.o.o.  Urednik je knjige autora o. Ivana Fučeka „Ispovjednik i pokornik“ (moralno – duhovni aspekti) u izdanju Porečke i Pulske biskupije i Izdavačke kuće „Josip Turčinović“ iz Pazina. Pisao je članke za Kalendar Franina i Jurina, i Istarsku enciklopediju  Supotpisnik pisma hrvatskih istarskih svećenika Porečke i Pulske biskupije pisanog u Poreču na Veliki četvrtak 2011. godine Svetom Ocu papi u kojem mu se obraćaju kao vrhovnom svećeniku i zakonodavcu Katoličke Crkve za spašavanje Porečko-pulske biskupije od daljnjeg sudskog progona te napose od bankrota koji bi ju pogodio ako potpiše Sporazum s Abbazia di Praglia (Padova). Reakcija je uslijedila nakon što su svećenici vidjeli Odluku kardinalske komisije i Sporazum koji je donijela Kardinalska komisija. Hrvatski svećenici zatražili su poništenje neshvatljive i štetne odluku spomenute Komisije, jer kardinalska komisija nije dovoljno uvažavala prijedloge i argumente Porečko-pulske biskupije, dok je s druge strane nekritički prihvaćala sve argumente i prijedloge Abbazia di Praglia; u talijanskoj akciji pokretanja civilnog procesa protiv Porečko-pulske biskupije te izlaska izvan crkvenih foruma, hrvatski svećenici, potpisnici pisma, prepoznali su i elemente iredentističke političke ideje i namjere jednog dijela talijanske politike koja i dalje ima pretenzije prema Istri i Dalmaciji.
Jelenić je bio župnik Funtane i Fuškulina.Do srpnja 2014. obnašao dužnost v.d. ekonoma Biskupskog doma i Ordinarijata u Poreču. Bio je župnik crkve Sv. Josipa.
Napisao je monografiju Sveta Nedelja Labinska.

## Vanjske poveznice
- Hrvatska katolička televizija  Arhivirana inačica izvorne stranice od 7. ožujka 2021. (Wayback Machine) Moja majka - autor: vlč. Sergije Jelenić